# Ectropis brevifasciata
Ectropis brevifasciata là một loài bướm đêm trong họ Geometridae.